# Glaciotektonik

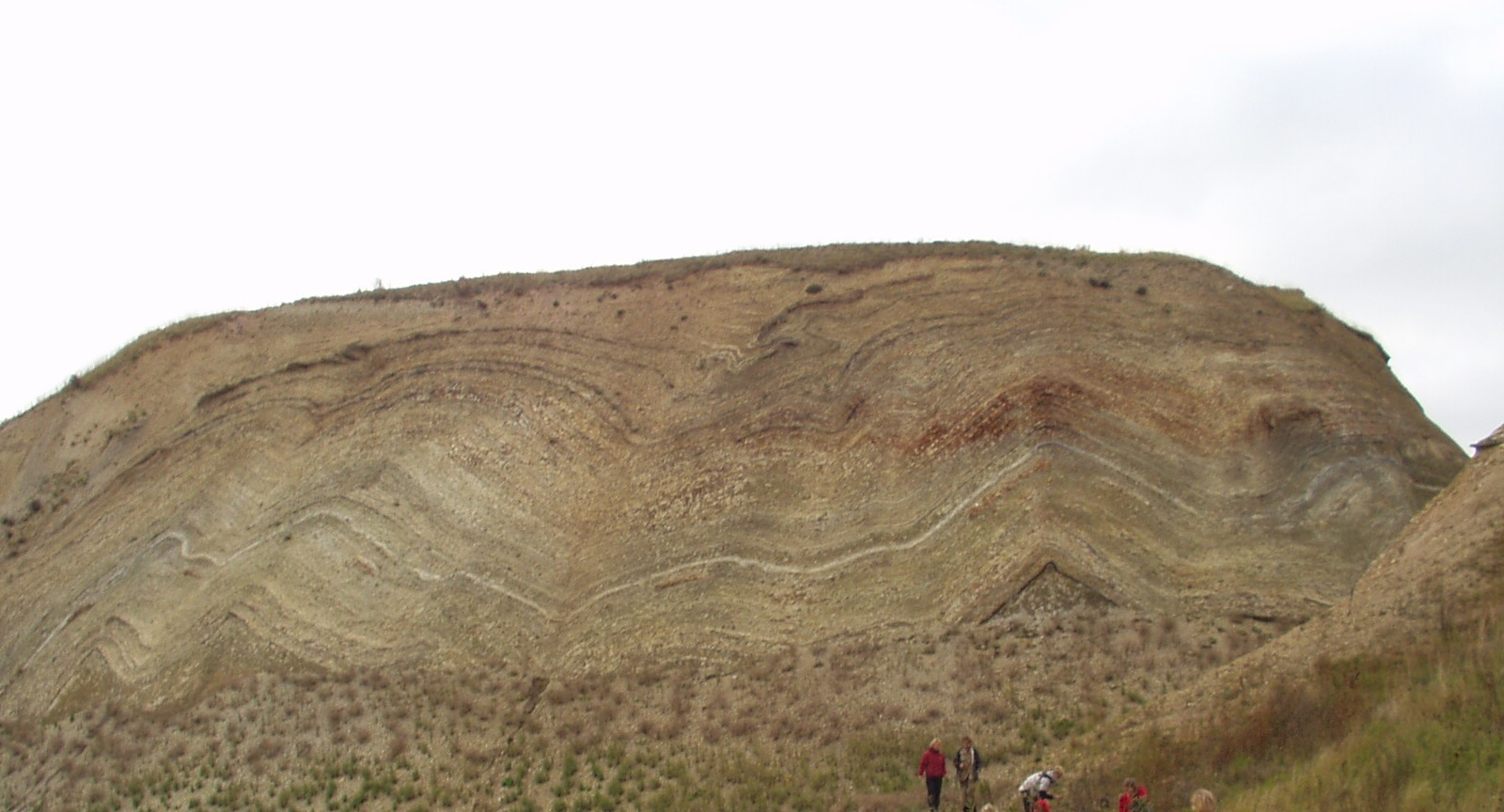
Glaciotektonisk deformerad kiselgur i Ejerslev i Danmark.

Glaciotektonik avser den deformation som glaciärer och inlandsisar orsakar i de underliggande avlagringar och berg. Enligt vissa bedömningar omfattar glaciotektoniken även deformationer inuti glaciärens ismassa. Geomorfologi, strukturgeologi och jordartsstratigrafi är olika vetenskapsområden som glaciotektoniska studier baserar sig på. Glaciotektoniska studier uppstod som vetenskapsområde i Danmark i mitten av 1900-talet. Kritisk kilteori har använts som metod för att modellera glaciotektoniska miljöer där en jordartsmassa glider över en med solid substrat. Glaciärernas tyngd kan även orsaka jordskalv och mindre förkastningar i den underliggande berggrunden långt efter att de smält bort.